# Esteban Jamete
Esteban Jamete (de nom real Etienne Jamet o Chamet). (1515 - 1565) va ser un escultor d'Orleans, França, encara que desenvolupà la major part de la seva activitat a Espanya.
Es coneix la seva estada ja a Espanya l'any 1535, a Medina del Campo treballant al Palau de las Dueñas amb diverses obres escultòriques. Després treballà a Valladolid, Lleó, Madrid i Úbeda (1541-1544), lloc on va desenvolupar la seva millor tasca a l'Església Sacra Capella del Salvador i moltes altres edificacions en col·laboració amb l'arquitecte Andrés de Vandelvira. A Toledo, a la catedral realitzà treballs al cadirat del cor. Cap a 1545 s'establí a Conca i hi treballà a la catedral. Esculpí el rerecor, la portada de la Capella de Santa Elena i, sobretot, la portada d'accés al claustre, coneguda com a Arc de Jamete (1545-1550), una de les obres mestres del Renaixement espanyol.
El 1557, estant a Conca, va ser detingut per la Inquisició i sotmès a procés per heretge, apòstata, factor i encobridor d'heretges. Va morir mentre realitzava treballs en Alarcón, província de Conca: seva és la portada (i, probablement, el retaule) de l'església parroquial de Santa María del Campo.